# Leksands socken
Leksands socken ligger i Dalarna och är sedan 1971 en del av Leksands kommun, från 2016 inom Djura och Leksands distrikt.
Socknens areal är 911,32 kvadratkilometer, varav 824,04 land. År 2020 fanns här 11 209 invånare. Tätorterna Häradsbygden, Västanvik och Tällberg samt tätorten Leksand omfattande byn Noret med sockenkyrkan Leksands kyrka.  

## Administrativ historik
Leksands socken har medeltida ursprung. Omkring 1640 utbröts Djura församling som var kapellag under Leksand fram till den 9 augusti 1923 då Djura blev annexförsamling.
Vid kommunreformen 1862 övergick socknens ansvar för de kyrkliga frågorna till Leksands församling och för de borgerliga frågorna till Leksands landskommun. 1875 utbröts Siljansnäs församling och Siljansnäs landskommun. Landskommunen ombildades 1971 till Leksands kommun.
1 januari 2016 inrättades distrikten Djura och Leksand, med samma omfattning som motsvarande församlingar hade 1999/2000, och vari detta sockenområde ingår.
Socknen har tillhört fögderier, tingslag och domsagor enligt vad som beskrivs i artikeln Dalarna. De indelta soldaterna tillhörde Dalregementet, Leksands och Rättviks kompanier.

## Geografi
Leksands socken ligger kring Österdalälven söder och öster om Siljan. Socknen har odlingsbygd i älvdalen och vid Siljan och är däromkring en sjörik kuperad skogsbygd med höjder som i Björbergshällan når 520 meter över havet.
Socknen genomkorsas av riksväg 70 i sydväst och av riksväg 69 i nordost i trakten av Mårtanbergshyttan. Järnvägen Dalabanan går också genom socknen. Stationer i Leksand och Tällberg.
Socknens större byar är (från söder) Häradsbygden, Åkerö, Västanvik, Noret, Hjortnäs, Tällberg, Östanhol, Plintsberg, Sjugare, Kullsbjörken samt Norr Lindberg och Sör Lindberg.

## Fornlämningar
En mängd bopatser från stenåldern är kända till de äldsta daterade hör Leksandsboplatsen. Vid sjön Stor-Flaten är omkring 30 stenåldersboplatser kända. Bland lösfynd som hör till mesolitikum märks bland annat en hornhacka i älghorn påträffad vid Sätra by och en harpunspets i renhorn påträffad vid sjön Opplimen. Bland övriga kända boplatser märks den gropkeramiska Orsandboplatsen. Inga fynd tyder på en fast jordbrukarbefolkning under bronsålder.
Ett flertal gravrösen och stensättningar från järnåldern är funna, de flesta dock av insjögravtyp. De flesta järnåldersgravar kända järnåldersgravar är flatmarksgravar med obrända kroppar begravda i öst-västlig riktning. Bland rikare fynd märks utgrävningarna vid Västannor tjärn, där en boplats med kontinuitet från vendeltid in i medeltid undersökts, och lämnat rika organiska fynd från tjärnens botten. Slagg från primitiv järnhantering förekommer rikligt i socknen, till de äldsta daterade fynden hör slaggfynd från Kråkbodarna, vid sjön Gryssen och Sunnanäng.
På Kyrkudden vid Leksands kyrka finns en gravplats från vikingatiden samt från den äldre medeltiden. Från vikingatid och medeltid finns även bebyggelserester kvar. Dessa återfinns under marken i centralbygden. Vidare finns inom socknen slagg från lågteknisk järnhantering.

## Namnet
Namnet (1318 Leksand) kommer troligen från en gård nära kyrkan. Efterleden sand syftar på den sandiga stranden av Kyrkudden vid älvens utlopp. Förleden lek syftar på fiskelek utanför udden.

## Befolkningsutveckling
| Befolkningsutvecklingen i Leksands socken 1750–2020 | Befolkningsutvecklingen i Leksands socken 1750–2020 | Befolkningsutvecklingen i Leksands socken 1750–2020 | Befolkningsutvecklingen i Leksands socken 1750–2020 | Befolkningsutvecklingen i Leksands socken 1750–2020 |
| --- | --------------------------------------------------- | --------------------------------------------------- | --------------------------------------------------- | --------------------------------------------------- |
| |                                                     |                                                     |                                                     |                                                     |
| År |                                                     |                                                     | Folkmängd                                           |                                                     |
| 1750 | 1750                                                |                                                     | 8 216                                               |                                                     |
| 1760 | 1760                                                |                                                     | 8 619                                               |                                                     |
| 1769 | 1769                                                |                                                     | 9 332                                               |                                                     |
| 1780 | 1780                                                |                                                     | 9 509                                               |                                                     |
| 1790 | 1790                                                |                                                     | 9 811                                               |                                                     |
| 1800 | 1800                                                |                                                     | 9 894                                               |                                                     |
| 1810 | 1810                                                |                                                     | 9 429                                               |                                                     |
| 1820 | 1820                                                |                                                     | 9 563                                               |                                                     |
| 1830 | 1830                                                |                                                     | 10 212                                              |                                                     |
| 1840 | 1840                                                |                                                     | 10 401                                              |                                                     |
| 1850 | 1850                                                |                                                     | 11 207                                              |                                                     |
| 1860 | 1860                                                |                                                     | 12 352                                              |                                                     |
| 1870 | 1870                                                |                                                     | 13 115                                              |                                                     |
| 1880 | 1880                                                |                                                     | 10 752                                              |                                                     |
| 1890 | 1890                                                |                                                     | 10 919                                              |                                                     |
| 1900 | 1900                                                |                                                     | 11 130                                              |                                                     |
| 1910 | 1910                                                |                                                     | 11 149                                              |                                                     |
| 1920 | 1920                                                |                                                     | 11 110                                              |                                                     |
| 1930 | 1930                                                |                                                     | 9 949                                               |                                                     |
| 1940 | 1940                                                |                                                     | 9 188                                               |                                                     |
| 1950 | 1950                                                |                                                     | 9 529                                               |                                                     |
| 1960 | 1960                                                |                                                     | 8 949                                               |                                                     |
| 1970 | 1970                                                |                                                     | 8 306                                               |                                                     |
| 1980 | 1980                                                |                                                     | 9 217                                               |                                                     |
| 1990 | 1990                                                |                                                     | 10 244                                              |                                                     |
| 2010 | 2010                                                |                                                     | 10 678                                              |                                                     |
| 2020 | 2020                                                |                                                     | 11 209                                              |                                                     |
| Anm: Tabellen inkluderar Siljansnäs (perioden 1750-1870) och Djura. Källor: Umeå universitet - Tabellverket 1749-1859, Demografiska databasen, CEDAR, Umeå universitet, Befolkning per församling, Folkmängden per distrikt, landskap, landsdel eller riket efter kön. År 2015 - 2022. |                                                     |                                                     |                                                     |                                                     |